# James Atlas
James Atlas (ur. 22 marca 1949 w Evanston (Illinois), zm. 4 września 2019 w Nowym Jorku) – amerykański pisarz, dziennikarz i wydawca.
Ukończył studia na Uniwersytecie Harvarda. Pracował jako redaktor w The New York Times Magazine, współpracował również z innymi magazynami literackimi. W 2002 roku założył wydawnictwo Atlas Books, które potem zmieniło nazwę na Atlas & Company.
Był autorem m.in. biografii Delmore’a Schwartza oraz Saula Bellowa.

## Twórczość
- Ten American Poets: An Anthology of Poems, 1973
- Delmore Schwartz: The Life of an American Poet,  1977
- Bellow - noblista z Chicago (Bellow: A Biography), 2000, tłum. na język polski Lech Czyżewski, ISBN 83-7163-555-9
- My Life in the Middle Ages: A Survivor’s Tale, 2005